# Hexoplon eximium
Hexoplon eximium är en skalbaggsart som beskrevs av Aurivillius 1899. Hexoplon eximium ingår i släktet Hexoplon och familjen långhorningar. Inga underarter finns listade i Catalogue of Life.